# Llista d'episodis de Game of Thrones

.

Game of Thrones és una sèrie de televisió de fantasia medieval creada per en David Benioff i en D. B. Weiss que es va estrenar a HBO el 17 d'abril del 2011. La sèrie està basada en les novel·les Cançó de gel i de foc escrites per George R. R. Martin. La sèrie se situa al continent fictici de Ponent i Essos i narra les lluites de poder entre les famílies nobles en la seva lluita pel control del Tron de Ferro dels Set Regnes.

## Temporades
| Temporada | Temporada | Capítols | Emissió Original        | Emissió Original      | Audiència a E.U.A (milions) | Sortida a la venda en DVD i Blu-ray | Sortida a la venda en DVD i Blu-ray | Sortida a la venda en DVD i Blu-ray |
| Temporada | Temporada | Capítols | Estrena de la temporada | Final de la temporada | Audiència a E.U.A (milions) | Regió 1                             | Regió 2                             | Regió 4                             |
| --------- | --------- | -------- | ----------------------- | --------------------- | --------------------------- | ----------------------------------- | ----------------------------------- | ----------------------------------- |
|           | 1         | 10       | 17 d'abril de 2011      | 19 de juny de 2011    | 2.52                        | 6 de març de 2012                   | 5 de març de 2012                   | 10 d'agost de 2012                  |
|           | 2         | 10       | 1 d'abril de 2012       | 3 de juny de 2012     | 3.80                        | 19 de febrer de 2013                | 4 de març de 2013                   | 6 de març de 2013                   |
|           | 3         | 10       | 31 de març de 2013      | 9 de juny de 2013     | 4.97                        | 18 de febrer de 2014                | 24 de febrer de 2014                | 19 de febrer de 2014                |
|           | 4         | 10       | 6 d'abril de 2014       | 15 de juny de 2014    | 6.84                        | 17 de febrer de 2015                | 16 de febrer de 2015                | 18 de febrer de 2015                |
|           | 5         | 10       | 12 d'abril de 2015      | 14 de juny de 2015    | 6.88                        | 15 de març de 2016                  | 14 de març de 2016                  | 16 de març de 2016                  |
|           | 6         | 10       | 24 d'abril de 2016      | 26 de juny de 2016    | 7.69                        | 15 de novembre de 2016              | 14 de novembre de 2016              | 16 de novembre de 2016              |
|           | 7         | 7        | 16 de juliol de 2017    | 27 d'agost de 2017    | 10.26                       | 12 de desembre de 2017              | 11 de desembre de 2017              | 11 de desembre de 2017              |
|           | 8         | 6        | 14 d'abril de 2019      | 19 de maig de 2019    | 11.99                       | 3 de desembre de 2019               | 2 de desembre de 2019               | 4 de desembre de 2019               |

## Llista de capítols

### 1a temporada (2011)
| Num. Sèrie | Num. Temporada | Títol Original                          | Dirigit per    | Escrit per                                                                                     | Data d'emissió original | Audiència a E.U.A (milions) |
| ---------- | -------------- | --------------------------------------- | -------------- | ---------------------------------------------------------------------------------------------- | ----------------------- | --------------------------- |
| 1          | 1              | «Winter Is Coming»                      | Tim Van Patten | David Benioff i D. B. Weiss                                                                    | 17 d'abril de 2011      | 2.22                        |
| 2          | 2              | «The Kingsroad»                         | Tim Van Patten | David Benioff i D. B. Weiss                                                                    | 24 d'abril de 2011      | 2.20                        |
| 3          | 3              | «Lord Snow»                             | Brian Kirk     | David Benioff i D. B. Weiss                                                                    | 1 de maig de 2011       | 2.44                        |
| 4          | 4              | «Cripples, Bastards, and Broken Things» | Brian Kirk     | Bryan Cogman                                                                                   | 8 de maig de 2011       | 2.45                        |
| 5          | 5              | «The Wolf and the Lion»                 | Brian Kirk     | David Benioff i D. B. Weiss                                                                    | 15 de maig de 2011      | 2.58                        |
| 6          | 6              | «A Golden Crown»                        | Daniel Minahan | Història per: David Benioff i D. B. Weiss Guió per: Jane Espenson, David Benioff i D. B. Weiss | 22 de maig de 2011      | 2.44                        |
| 7          | 7              | «You Win or You Die»                    | Daniel Minahan | David Benioff i D. B. Weiss                                                                    | 29 de maig de 2011      | 2.40                        |
| 8          | 8              | «The Pointy End»                        | Daniel Minahan | George R. R. Martin                                                                            | 5 de juny de 2011       | 2.72                        |
| 9          | 9              | «Baelor»                                | Alan Taylor    | David Benioff i D. B. Weiss                                                                    | 12 de juny de 2011      | 2.66                        |
| 10         | 10             | «Fire and Blood»                        | Alan Taylor    | David Benioff i D. B. Weiss                                                                    | 19 de juny de 2011      | 3.04                        |

### 2a temporada (2012)
| Num. Sèrie | Num. Temporada | Títol Original               | Dirigit per    | Escrit per                  | Data d'emissió original | Audiència a E.U.A (milions) |
| ---------- | -------------- | ---------------------------- | -------------- | --------------------------- | ----------------------- | --------------------------- |
| 11         | 1              | «The North Remembers»        | Alan Taylor    | David Benioff i D. B. Weiss | 1 d'abril de 2012       | 3.86                        |
| 12         | 2              | «The Night Lands»            | Alan Taylor    | David Benioff i D. B. Weiss | 8 d'abril de 2012       | 3.76                        |
| 13         | 3              | «What Is Dead May Never Die» | Alik Sakharov  | Bryan Cogman                | 15 d'abril de 2012      | 3.77                        |
| 14         | 4              | «Garden of Bones»            | David Petrarca | Vanessa Taylor              | 22 d'abril de 2012      | 3.65                        |
| 15         | 5              | «The Ghost of Harrenhal»     | David Petrarca | David Benioff i D. B. Weiss | 29 d'abril de 2012      | 3.90                        |
| 16         | 6              | «The Old Gods and the New»   | David Nutter   | Vanessa Taylor              | 6 de maig de 2012       | 3.88                        |
| 17         | 7              | «A Man Without Honor»        | David Nutter   | David Benioff i D. B. Weiss | 13 de maig de 2012      | 3.69                        |
| 18         | 8              | «The Prince of Winterfell»   | Alan Taylor    | David Benioff i D. B. Weiss | 20 de maig de 2012      | 3.86                        |
| 19         | 9              | «Blackwater»                 | Neil Marshall  | George R. R. Martin         | 27 de maig de 2012      | 3.38                        |
| 20         | 10             | «Valar Morghulis»            | Alan Taylor    | David Benioff i D. B. Weiss | 3 de juny de 2012       | 4.20                        |

### 3a temporada (2013)
| Num. Sèrie | Num. Temporada | Títol Original                 | Dirigit per       | Escrit per                  | Data d'emissió original | Audiència a E.U.A (milions) |
| ---------- | -------------- | ------------------------------ | ----------------- | --------------------------- | ----------------------- | --------------------------- |
| 21         | 1              | «Valar Dohaeris»               | Daniel Minahan    | David Benioff i D. B. Weiss | 31 de març de 2013      | 4.37                        |
| 22         | 2              | «Dark Wings, Dark Words»       | Daniel Minahan    | Vanessa Taylor              | 7 d'abril de 2013       | 4.27                        |
| 23         | 3              | «Walk of Punishment»           | David Benioff     | David Benioff i D. B. Weiss | 14 d'abril de 2013      | 4.72                        |
| 24         | 4              | «And Now His Watch Is Ended»   | Alex Graves       | David Benioff i D. B. Weiss | 21 d'abril de 2013      | 4.87                        |
| 25         | 5              | «Kissed by Fire»               | Alex Graves       | Bryan Cogman                | 28 d'abril de 2013      | 5.35                        |
| 26         | 6              | «The Climb»                    | Alik Sakharov     | David Benioff i D. B. Weiss | 5 de maig de 2013       | 5.50                        |
| 27         | 7              | «The Bear and the Maiden Fair» | Michelle MacLaren | George R. R. Martin         | 12 de maig de 2013      | 4.84                        |
| 28         | 8              | «Second Sons»                  | Michelle MacLaren | David Benioff i D. B. Weiss | 19 de maig de 2013      | 5.13                        |
| 29         | 9              | «The Rains of Castamere»       | David Nutter      | David Benioff i D. B. Weiss | 2 de juny de 2013       | 5.22                        |
| 30         | 10             | «Mhysa»                        | David Nutter      | David Benioff i D. B. Weiss | 9 de juny de 2013       | 5.39                        |

### 4a temporada (2014)
| Num. Sèrie | Num. Temporada | Títol Original               | Dirigit per       | Escrit per                  | Data d'emissió original | Audiència a E.U.A (milions) |
| ---------- | -------------- | ---------------------------- | ----------------- | --------------------------- | ----------------------- | --------------------------- |
| 31         | 1              | «Two Swords»                 | D. B. Weiss       | David Benioff i D. B. Weiss | 6 d'abril de 2014       | 6.64                        |
| 32         | 2              | «The Lion and the Rose»      | Alex Graves       | George R. R. Martin         | 13 d'abril de 2014      | 6.31                        |
| 33         | 3              | «Breaker of Chains»          | Alex Graves       | David Benioff i D. B. Weiss | 20 d'abril de 2014      | 6.59                        |
| 34         | 4              | «Oathkeeper»                 | Michelle MacLaren | Bryan Cogman                | 27 d'abril de 2014      | 6.95                        |
| 35         | 5              | «First of His Name»          | Michelle MacLaren | David Benioff i D. B. Weiss | 4 de maig de 2014       | 7.16                        |
| 36         | 6              | «The Laws of Gods and Men»   | Alik Sakharov     | Bryan Cogman                | 11 de maig de 2014      | 6.40                        |
| 37         | 7              | «Mockingbird»                | Alik Sakharov     | David Benioff i D. B. Weiss | 18 de maig de 2014      | 7.20                        |
| 38         | 8              | «The Mountain and the Viper» | Alex Graves       | David Benioff i D. B. Weiss | 1 de juny de 2014       | 7.17                        |
| 39         | 9              | «The Watchers on the Wall»   | Neil Marshall     | David Benioff i D. B. Weiss | 8 de juny de 2014       | 6.95                        |
| 40         | 10             | «The Children»               | Alex Graves       | David Benioff i D. B. Weiss | 15 de juny de 2014      | 7.09                        |

### 5a temporada (2015)
| Num. Sèrie | Num. Temporada | Títol Original                 | Dirigit per      | Escrit per                  | Data d'emissió original | Audiència a E.U.A (milions) |
| ---------- | -------------- | ------------------------------ | ---------------- | --------------------------- | ----------------------- | --------------------------- |
| 41         | 1              | «The Wars to Come»             | Michael Slovis   | David Benioff i D. B. Weiss | 12 d'abril de 2015      | 8.00                        |
| 42         | 2              | «The House of Black and White» | Michael Slovis   | David Benioff i D. B. Weiss | 19 d'abril de 2015      | 6.81                        |
| 43         | 3              | «High Sparrow»                 | Mark Mylod       | David Benioff i D. B. Weiss | 26 d'abril de 2015      | 6.71                        |
| 44         | 4              | «Sons of the Harpy»            | Mark Mylod       | Dave Hill                   | 3 de maig de 2015       | 6.82                        |
| 45         | 5              | «Kill the Boy»                 | Jeremy Podeswa   | Bryan Cogman                | 10 de maig de 2015      | 6.56                        |
| 46         | 6              | «Unbowed, Unbent, Unbroken»    | Jeremy Podeswa   | Bryan Cogman                | 17 de maig de 2015      | 6.24                        |
| 47         | 7              | «The Gift»                     | Miguel Sapochnik | David Benioff i D. B. Weiss | 24 de maig de 2015      | 5.40                        |
| 48         | 8              | «Hardhome»                     | Miguel Sapochnik | David Benioff i D. B. Weiss | 31 de maig de 2015      | 7.01                        |
| 49         | 9              | «The Dance of Dragons»         | David Nutter     | David Benioff i D. B. Weiss | 7 de juny de 2015       | 7.14                        |
| 50         | 10             | «Mother's Mercy»               | David Nutter     | David Benioff i D. B. Weiss | 14 de juny de 2015      | 8.11                        |

### 6a temporada (2016)
| Num. Sèrie | Num. Temporada | Títol Original           | Dirigit per      | Escrit per                  | Data d'emissió original | Audiència a E.U.A (milions) |
| ---------- | -------------- | ------------------------ | ---------------- | --------------------------- | ----------------------- | --------------------------- |
| 51         | 1              | «The Red Woman»          | Jeremy Podeswa   | David Benioff i D. B. Weiss | 24 d'abril de 2016      | 7.94                        |
| 52         | 2              | «Home»                   | Jeremy Podeswa   | Dave Hill                   | 1 de maig de 2016       | 7.29                        |
| 53         | 3              | «Oathbreaker»            | Daniel Sackheim  | David Benioff i D. B. Weiss | 8 de maig de 2016       | 7.28                        |
| 54         | 4              | «Book of the Stranger»   | Daniel Sackheim  | David Benioff i D. B. Weiss | 15 de maig de 2016      | 7.82                        |
| 55         | 5              | «The Door»               | Jack Bender      | David Benioff i D. B. Weiss | 22 de maig de 2016      | 7.89                        |
| 56         | 6              | «Blood of My Blood»      | Jack Bender      | Bryan Cogman                | 29 de maig de 2016      | 6.71                        |
| 57         | 7              | «The Broken Man»         | Mark Mylod       | Bryan Cogman                | 5 de juny de 2016       | 7.80                        |
| 58         | 8              | «No One»                 | Mark Mylod       | David Benioff i D. B. Weiss | 12 de juny de 2016      | 7.60                        |
| 59         | 9              | «Battle of the Bastards» | Miguel Sapochnik | David Benioff i D. B. Weiss | 19 de juny de 2016      | 7.66                        |
| 60         | 10             | «The Winds of Winter»    | Miguel Sapochnik | David Benioff i D. B. Weiss | 26 de juny de 2016      | 8.89                        |

### 7a temporada (2017)
| Num. Sèrie | Num. Temporada | Títol Original            | Dirigit per    | Escrit per                  | Data d'emissió original | Audiència a E.U.A (milions) |
| ---------- | -------------- | ------------------------- | -------------- | --------------------------- | ----------------------- | --------------------------- |
| 61         | 1              | «Dragonstone»             | Jeremy Podeswa | David Benioff i D. B. Weiss | 16 de juliol de 2017    | 10.01                       |
| 62         | 2              | «Stormborn»               | Mark Mylod     | Bryan Cogman                | 23 de juliol de 2017    | 9.27                        |
| 63         | 3              | «The Queen's Justice»     | Mark Mylod     | David Benioff i D. B. Weiss | 30 de juliol de 2017    | 9.24                        |
| 64         | 4              | «The Spoils of War»       | Matt Shakman   | David Benioff i D. B. Weiss | 6 d'agost de 2017       | 10.17                       |
| 65         | 5              | «Eastwatch»               | Matt Shakman   | Dave Hill                   | 13 d'agost de 2017      | 10.72                       |
| 66         | 6              | «Beyond the Wall»         | Alan Taylor    | David Benioff i D. B. Weiss | 20 d'agost de 2017      | 10.24                       |
| 67         | 7              | «The Dragon and the Wolf» | Jeremy Podeswa | David Benioff i D. B. Weiss | 17 d'agost de 2017      | 12.07                       |

### 8a temporada (2019)
| Num. Sèrie | Num. Temporada | Títol Original                   | Dirigit per                 | Escrit per                  | Data d'emissió original | Audiència a E.U.A (milions) |
| ---------- | -------------- | -------------------------------- | --------------------------- | --------------------------- | ----------------------- | --------------------------- |
| 68         | 1              | «Winterfell»                     | David Nutter                | Dave Hill                   | 14 d'abril de 2019      | 11.76                       |
| 62         | 2              | «A Knight of the Seven Kingdoms» | David Nutter                | Bryan Cogman                | 21 d'abril de 2019      | 10.29                       |
| 63         | 3              | «The Long Night»                 | Miguel Sapochnik            | David Benioff i D. B. Weiss | 28 d'abril de 2019      | 12.02                       |
| 64         | 4              | «The Last of the Starks»         | David Nutter                | David Benioff i D. B. Weiss | 5 de maig de 2019       | 11.80                       |
| 65         | 5              | «The Bells»                      | Miguel Sapochnik            | David Benioff i D. B. Weiss | 12 de maig de 2019      | 12.48                       |
| 66         | 6              | «The Iron Throne»                | David Benioff i D. B. Weiss | David Benioff i D. B. Weiss | 19 de maig de 2019      | 13.61                       |